# Hostivice
Hostivice é uma cidade checa localizada na região da Boêmia Central, distrito de Praha-západ.